# 며느리의 비밀
며느리의 비밀(며느리의 비밀)은 한국에서 제작된 백호빈 감독의 1963년 영화이다. 최지희 등이 주연으로 출연하였고 신상옥 등이 제작에 참여하였다.

## 출연

### 주연
- 최지희
- 남궁원
- 김승호

## 제작진
- 조명: 정경희
- 미술: 송백규